# Герб Барранкуша
Ге́рб Барра́нкуша — офіційний символ містечка Барранкуш, Португалія. Використовується як територіальний герб. У срібному щиті зелений корковий дуб із чорним стовбуром і золотими жолудями, який росте на землі натурального кольору. Низ щита перетятий трьома хвилястими смугами — срібною, синьою і срібною. На землі, під дубом, крокує золотий вепр, обернений праворуч. Щит увінчує срібна мурована містечкова корона з чотирма вежами.  Під щитом біла стрічка, на якій великими літерами напис португальською: «vila de Барранкуш» (містечко Барранкуш).  Офіційно затверджений 21 квітня 1938 року.  

## Галерея

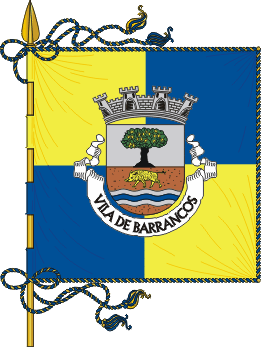
Прапор